# Tyber
Tyber (wł. Tevere, łac. Tiberis, hist. Albula) – rzeka w środkowej części Włoch. Jej długość to 405 km (trzecia co do długości po Padzie i Adydze rzeka Włoch), powierzchnia zlewni wynosi 17,2 tys. km², a głównym dopływem jest Nera (lewy).
Źródła Tybru znajdują się w Apeninie Etruskim, skąd rzeka płynie w kierunku południowym przez Umbrię i Lacjum, uchodząc w Rzymie do Morza Tyrreńskiego dwoma ramionami, przepływającymi przez Ostię i Fiumicino. Tyber jest żeglowny tylko na odcinku 40 km – od centrum Rzymu do ujścia.
Według legendy nazwa rzeki wywodzi się od Tiberinusa.